# Chiesa di San Nicola di Mira (Simaxis)
La chiesa di San Nicola di Mira era un edificio religioso ubicato in territorio di Simaxis, centro abitato della Sardegna centrale.
La chiesa, ormai ridotta allo stato di rudere, è ubicata a circa due chilometri dal paese e a breve distanza dalla chiesa bizantina di San Teodoro di Congius e dalle rovine della chiesa dell'Angelo.